# Jah Glory
Jah Glory is het eerste album van de Ivoriaanse reggaezanger Alpha Blondy.
Het album is geproduceerd door producent Clive Hunt. Met hem nam Alpha Blondy dit album op. Hunt ging er echter met zijn tapes vandoor. Toch werd het album in 1983 alsnog uitgebracht.
De alternatieve titel van het album is Rasta Poué.
Van dit album is het nummer Brigadier Sabari als single uitgebracht. Dit nummer kent een satirische tekst over politiegeweld, gebaseerd op een gebeurtenis waarbij Alpha Blondy bij een protest bijna om het leven kwam. Dit nummer is beter bekend door de cover Operation Coup de Poing van Twee Belgen.

## Tracklist
1. Rasta Poue (5:23)
2. Bintou Were Were (4:59)
3. Jah Glory (4:07)
4. Dou Nougnan (4:58)
5. Brigadier Sabari (4:44)
6. The End (6:18)
7. Bebi Yere Ye (6:43)
8. Rasta Fou (7:10)